# Vacanze di Natale
Vacanță de Crăciun (titlu original: Vacanze di Natale) este un film de Crăciun  italian  de comedie din 1983 regizat de Carlo Vanzina. Rolurile principale au fost interpretate de actorii Jerry Calà, Christian De Sica și Karina Huff. A fost prezentat, ca parte a unei retrospective privind filmul de comedie italian, la a 67-a ediție a Festivalului Internațional de Film de la Veneția. Filmul a fost lansat în urma succesului peliculelor Sapore di mare (1982) și Sapore di mare 2 - Un anno dopo (1983)  și reprezintă o descriere comică a vacanțelor italiene din anii 1980.

## Prezentare
De Crăciun, în 1983, două familii se ciocnesc în orașul Cortina d'Ampezzo. Prima familie este foarte bogată, rafinată  și elegantă, este din Milano și e formată din Christian De Sica și Riccardo Garrone. A doua familie este formată din persoane extrem de vulgare și dure din Roma, persoane amuzante ca Marilù Tolo, Mario Brega și Claudio Amendola. Poveștile și aventurile membrilor celor două familii se intersectează și dau naștere la neînțelegeri amuzante. Între timp, Billo (Jerry Cala), un pianist sărac dar cam Casanova,  se îndrăgostește din nou de fosta sa iubită, Ivana (Stefania Sandrelli), acum căsătorită cu un bogătaș, Donatone. Roberto Covelli (De Sica) are o prietenă americană, Samantha, dar nu-i dă prea multă atenție. Cu toate acestea, Samantha  (Karina Huff) este curtată insistent de Mario Marchetti (Amendola), care inițial a avut o întâlnire cu iubita celui mai bun prieten al său.

## Distribuție
- Jerry Calà - Billo, pianistul de la Night Club
- Christian De Sica - Roberto Covelli
- Karina Huff - Samantha
- Claudio Amendola - Mario Marchetti
- Antonella Interlenghi - Serenella
- Riccardo Garrone - Giovanni Covelli
- Rossella Como - Signora Covelli
- Guido Nicheli - Donatone
- Marco Urbinati - Luca Covelli
- Mario Brega - Arturo Marchetti
- Rossana Di Lorenzo - Erminia Marchetti
- Marilù Tolo - Grazia Tassoni
- Stefania Sandrelli - Ivana
- Roberto Della Casa - Cesare
- Paolo Baroni - Collosecco
- Licinia Lentini - Moira
- Moana Pozzi - Luana
- Clara Colosimo -  Farmacista

## Coloană sonoră
1. Al piano bar di Susy - Eduardo De Crescenzo (interpretată la pianul barului de către Jerry Calà)
2. Amore disperato - Nada
3. Ancora - Edoardo De Crescenzo
4. Aria di casa mia - Sammy Barbot
5. Aumm Aumm - Teresa De Sio
6. Dance all night - Lu Colombo
7. Dolce vita - Ryan Paris
8. Grazie Roma - Antonello Venditti
9. I like Chopin - Gazebo
10. I want you - Gary Low
11. L'anno che verrà - Lucio Dalla
12. Maracaibo - Lu Colombo
13. Moonlight shadow - Mike Oldfield (vocal Maggie Reilly)
14. Musica, musica - Ornella Vanoni
15. My love won’t let you down - Nathalie
16. Nell’aria - Marcella Bella
17. Nothing’s happening by the sea - Chris Rea
18. Paris Latino - Bandolero
19. Senza di te - Anna Oxa
20. Sunshine reggae - Laid Back
21. Teorema - Marco Ferradini
22. Vita spericolata - Vasco Rossi
23. No Secrets . Gioia (Mirella Felli)

## Vedeți și
- Vacanze di Natale '90 (1990), regia Enrico Oldoini
- Vacanze di Natale '91 (1991)
- Vacanze di Natale 2000 (1999)
- Vacanze di Natale a Cortina (2011)